# Georg Nicolaas van der Lawick

Wapen van der Lawick

Georg Nicolaas van der Lawick of George (Jurrien) Nicolaes van der Lauwick (± 1594 - 1664) was drost en gouverneur van de heerlijkheid Bredevoort, heer van Geldermalsen, Wolfskule en Oldenbarnsfeld.

## Geschiedenis
Georg was een zoon van Gooswijn van der Lawick en Joanna Bentinck. Sinds 1637 was hij in het bezit van het borgmanshuis de Barnsveld in Bredevoort. Op 15 augustus 1646 werd hij aangesteld als drost van Bredevoort, als opvolger van de bij de kruittorenramp omgekomen Wilhelm van Haersolte; voordien was ook zijn broer Christoffel drost en gouverneur van Bredevoort geweest. Hij droeg in 1647 de banderolle van Veere en Vlissingen in de begrafenisstoet van Frederik Hendrik.

## Huwelijk en kinderen
Georg trouwde met Gerhardina Judith van Hambroek (overleden in 1653). Uit dit huwelijk werden twee kinderen geboren:
- Gerhardina Anna
- Goswin Wilhelm

Georg hertrouwde met Mechtelt van Raesfelt. Uit dit huwelijk werden twee kinderen geboren:
- Gijsberta
- Frederik